# 一銀盜領案
2016年7月，臺灣第一商業銀行发生跨國駭客盜領集團入侵案件，遭盗领八千万新台币。
7月10日到11日，國際網路犯罪集團「Cobalt」從臺灣境外利用惡意程式控制第一商業銀行的自動櫃員機，使其吐出鈔票，同時派車手抵臺灣取鈔。該集團以此手法盜領了新台幣8327萬7600元。7月17日，中華民國警方逮捕了三名嫌犯，追回了新台幣7748萬5100元的贓款。
本案也是臺灣首起自動櫃員機遭駭客入侵的案件。

## 背景
本次事件發生前，俄羅斯、東歐、日本等地就已出現過多起駭客跨國駭入自動櫃員機的案例，累計超過100家銀行、30個國家受害，造成相當於新台幣300億元的損失。而本次事件發生前，包括第一銀行在內的臺灣八大公股行庫在汰換自動櫃員機時幾乎都採用最低競標制度，因此自動櫃員機的機型與系統都相當老舊，增加了安全風險。

## 嫌犯
本次跨國駭客盜領集團共有22人入境台灣，分別具有俄羅斯、羅馬尼亞、拉脫維亞、法國、澳洲、白俄羅斯、愛沙尼亞與摩爾多瓦八國國籍。其中15人負責盜領，7人負責處理贓物。具體分工如下。

### 盜領成員
| 組別  | 姓名               | 中文譯名     | 入境時間 | 出境時間 | 國籍     |
| ----- | ------------------ | ------------ | -------- | -------- | -------- |
| 第1組 | Berezovskiy Sergey | 貝瑞左夫斯基 | 7月8日   | 7月11日  | 俄羅斯   |
| 第1組 | Berkman Vladimir   | 柏克曼       | 7月8日   | 7月11日  | 俄羅斯   |
| 第2組 | Manukian Gaik      | 曼紐肯       | 7月6日   | 7月11日  | 俄羅斯   |
| 第2組 | Adiian Kamo        | 艾迪恩       | 7月6日   | 7月11日  | 俄羅斯   |
| 第3組 | Malic Oleg         | 馬力克       | 7月7日   | 7月10日  | 羅馬尼亞 |
| 第3組 | Secrieru Ion       | 賽克亞瑞     | 7月8日   | 7月11日  | 羅馬尼亞 |
| 第3組 | Velicoglo Igor     | 維利科羅     | 7月8日   | 7月11日  | 羅馬尼亞 |
| 第4組 | Babii Evgenii      | 巴比         | 7月9日   | 7月13日  | 俄羅斯   |
| 第4組 | Ursu Vitalie       | 烏爾蘇       | 7月8日   | 7月10日  | 羅馬尼亞 |
| 第4組 | Arsenii Alexandru  | 阿爾謝       | 7月8日   | 7月10日  | 羅馬尼亞 |
| 第5組 | Tann Xander        | 譚恩         | 7月8日   | 7月11日  | 愛沙尼亞 |
| 第5組 | Kharechko Victor   | 維克特       | 7月9日   | 7月11日  | 澳大利亞 |
| 第6組 | Gartsman Yakov     | 亞克夫       | 7月8日   | 7月10日  | 白俄羅斯 |
| 第6組 | Isurins Josifs     | 約瑟夫       | 7月8日   | 7月10日  | 拉脫維亞 |
| 第6組 | Iakubov Rafik      | 拉菲克       | 7月8日   | 7月10日  | 俄羅斯   |

### 處理贓物成員
| 姓名                     | 中文譯名 | 入境時間 | 出境時間     | 國籍     |
| ------------------------ | -------- | -------- | ------------ | -------- |
| Lvovskiy Alexander       | 洛夫斯基 | 7月9日   | 7月11日      | 俄羅斯   |
| Sarkisova Oxana          | 莎琪蘇娃 | 7月11日  | 7月11日      | 俄羅斯   |
| Boue Etienne Pierre Paul | 保羅     | 7月13日  | 7月13日      | 法國     |
| Peregudovs Andrejs       | 安德魯   | 7月11日  | 未出境即被捕 | 拉脫維亞 |
| Pencov Nicolae           | 潘可夫   | 7月16日  | 未出境即被捕 | 摩爾多瓦 |
| Colibaba Mihail          | 米海爾   | 7月16日  | 未出境即被捕 | 羅馬尼亞 |
| Freijs Renars            | 雷納斯   | 7月13日  | 7月18日      | 拉脫維亞 |

## 事件經過

### 盜領
2016年5月31日，跨國駭客盜領集團駭入了第一銀行倫敦分行的電話錄音主機，並以此主機對自動櫃員機植入惡意程式，遠端遙控犯案。
跨國駭客盜領集團植入的惡意程式為cnginfo.exe、cngdisp.exe、cngdisp_new.exe與cleanup.bat，cnginfo.exe的用途是取得自動櫃員機內現鈔資訊，cngdisp.exe與cngdisp_new.exe的用途是命令自動櫃員機吐鈔，cleanup.bat的用途則是呼叫sdelete.exe刪除犯罪證據。
7月10日到11日，15名車手開始前往第一銀行位於臺北市、新北市、台中市22間分行的41台自動櫃員機，針對Wincor Nixdorf廠牌的「Pro cash 1500」機型進行盜領，總共提領出新臺幣8327萬7600元。
盜領過程出了部分差錯，7月10日晚上8點17分，曼紐肯、艾迪恩於古亭分行盜領過程中，撞見蔡政宏、高嘉玲夫妻來提款而慌忙走避，引起夫妻懷疑，又發現提款機的吐鈔口還遺有鈔票（後續清點為6萬元整），因而報警，導致整起事件曝光。此外，7月11日凌晨2點，貝瑞左夫斯基、柏克曼在公館分行盜領時，現場一位熱心民眾起疑，隨即與貝瑞左夫斯基發生拉扯，雖然貝瑞左夫斯基逃脫，但他的提款卡在過程中不慎遺落在原地，成為警方辦案的重要線索。

### 處理贓款
7月10日，洛夫斯基收取第2組、第6組的贓款，裝入白色行李箱內，並於7月11日下午5點55分與莎琪蘇娃合力將白色行李箱放置於台北寒舍艾美酒店房內。
7月11日凌晨4點38分，柏克曼在收取第5組的贓款後，連同自己第1組的贓款放置於台北君悅酒店房內。
7月12日，巴比將第3組與自己第4組的贓款裝入黑色與藍色行李箱內，於下午5點58分放置於台北車站地下一樓的置物櫃中，7月13日在保羅協助下，從台北寒舍艾美酒店取出白色行李箱，於晚上6點47分再次放置於台北車站地下一樓的置物櫃中。

### 安德魯被捕
7月11日晚上6點52分，安德魯至台北君悅酒店取得贓款，於7月12日下午2點退房，住進日租套房。
7月13日早上5點3分，安德魯將黑色行李袋與黑色電腦手提包藏於內湖區西湖公園，並於上午10點37分搭計程車逃往宜蘭縣躲避警方追緝。
7月16日，警方向大眾公布他們掌握的十名嫌犯影像，然而除安德魯外的其他九名嫌犯早已出境。
7月17日，安德魯於東澳地區小吃店用餐時被休假員警宋俊良認出，宋俊良在安德魯離開後立即通知轄區警方，警方隨後於下午4點50分在台9線逮捕了正在騎單車的安德魯。

### 潘可夫、米海爾被捕
7月16日下午4點50分，潘可夫與米海爾前往台北車站地下一樓的置物櫃取出三個行李箱，並在6點38分入住維多利亞酒店。然而警方早已懷疑嫌犯將贓款藏在台北車站置物櫃，因此兩嫌在取款當下就被鎖定。
7月17日晚上6點45分，警方在酒店內餐廳逮捕潘可夫、米海爾，並在兩人房內行李箱中搜出6024萬餘元，全案宣告偵破。

### 警方尋找藏匿贓款
2016年7月20日，警方借提安德魯回到西湖公園搜尋，在下午1點40分時查獲裝有新台幣1263萬餘元的黑色行李袋，而民眾柯德林於同日早上6、7點散步時在安德魯藏款處發現裝有新臺幣454萬餘元的黑色電腦手提包，於晚上10點交至派出所（警方查出，他看到了兩個袋子，但只拿走了一個，且曾意圖返回藏款處，因途中看到警察而作罷）。柯德林堅稱自己「拾金不昧」，無意把贓款據為己有。
2016年9月13日，臺灣臺北地方檢察署宣布案件偵結，起訴安德魯、潘可夫及米海爾。

## 審判
2017年1月25日，臺灣臺北地方法院一審以無故變更、刪除他人電腦之電磁紀錄罪判處判處安德魯、潘可夫與米海爾5年有期徒刑，併科罰金新台幣60萬元，並沒收7700多萬元新台幣的贓款。
2017年5月18日，臺灣高等法院二審判處安德魯4年10個月有期徒刑，併科罰金新台幣50萬元；判處潘可夫4年6個月有期徒刑，併科罰金新台幣30萬元；判處米海爾4年8個月有期徒刑，併科罰金新台幣40萬元。2017年8月24日，最高法院三審駁回上訴，全案定讞。
2020年9月8日，潘可夫服刑期滿並被驅逐出境。2020年11月14日，米海爾服刑期滿並被驅逐出境。2021年8月30日，安德魯服刑期滿並被驅逐出境。

## 後續
第一銀行因在此次事件中暴露了多項疏失，遭中華民國金融監督管理委員會裁罰新台幣1000萬元。
拾獲新台幣454萬餘元贓款的柯德林，遭到臺灣士林地方檢察署以侵占遺失物罪起訴，最終被處以罰金5000元、緩刑2年定讞。
2018年，經中華民國法務部追查，終於查明該案是由國際網路犯罪集團「Cobalt」在幕後操控，主嫌已遭西班牙警方逮捕，而本案的車手之一柏克曼則在2018年2月入境美國時，被美國海關及邊境保衛局驅逐出境並遣返俄羅斯。

## 大眾文化
2019年臺灣與新加坡合拍的電視劇《你那邊怎樣·我這邊OK》即是以這起犯罪事件為背景。